# Husqvarna FF
Husqvarna FF (Husqvarna Fotbollförening) ist ein schwedischer Fußballverein aus Huskvarna. Der Klub sowie seine Vorgängerverein spielten jeweils in der zweithöchsten schwedischen Spielklasse.

## Geschichte

### Vorgeschichte
Husqvarna FF entstand 1987 aus dem Zusammenschluss der Fußballabteilungen von Husqvarna IF und Huskvarna Södra IS. 

#### Husqvarna IF
Die Fußballmannschaft des 1904 gegründeten Husqvarna IF wurde mit Beginn des schwedischen Ligasystems in den 1920er Jahren der drittklassigen Division 3 Södra Mellansvenska zugeteilt. 1933 gelang aufgrund des besseren Torquotienten gegenüber IK Tord erstmals der Aufstieg in die Zweitklassigkeit. Hier spielte die Mannschaft gegen den Abstieg, der nach vier Spielzeiten 1937 hingenommen wurde. Nach dem direkten Wiederaufstieg trat sie bis zum erneuten Abstieg drei weitere Jahre in der zweiten Liga an. Zwar schaffte der Klub auf Anhieb den Staffelsieg, scheiterte aber in den Aufstiegsspielen an Nyköpings AIK. Nach der Vizemeisterschaft im folgenden Jahr hinter Jönköpings Södra IF gelang im dritten Versuch als Staffelsieger durch einen 5:1-Erfolg im notwendigen Entscheidungsspiel in der Aufstiegsrunde gegen Taborsbergs SK die Rückkehr in die zweite Liga.
Im zweiten Jahr der Zugehörigkeit zur Division 2 Södra verpasste Husqvarna IF mit zwei Punkten Rückstand auf Staffelsieger Landskrona BoIS als Vizemeister die Aufstiegsrunde zur Allsvenskan. Nach einer Umgliederung in die Oststaffel gelang als Tabellenvierter der Klassenerhalt, da die Liga von vier auf zwei Staffeln reduziert wurde. In der konzentrierten Liga verpasste die Mannschaft den Klassenerhalt und stieg gemeinsam mit IFK Uddevalla ab. In der dritten Liga belegte sie zunächst Mittelfeldplätze, ehe 1955 als Staffelsieger die abermalige Rückkehr aufs zweithöchste schwedische Spielniveau gelang. Zunächst ging es gegen den Abstieg, 1959 sprang aber der dritte Rang heraus. In der Folge konnte der Erfolg nicht bestätigt werden und 1961 folgte der erneute Abstieg.
Nach dem sofortigen Wiederaufstieg spielte Husqvarna IF erneut zwei Spielzeiten in der zweiten Liga. Anschließend folgte der Absturz bis in die Viertklassigkeit 1967. In den folgenden Jahren pendelte die Mannschaft zwischen dritter und vierter Liga, bis sich die Mannschaft nach dem Abstieg aus der Viertklassigkeit 1982 endgültig aus dem höherklassigen Fußball verabschiedete.

#### Huskvarna Södra IS
Die Fußballmannschaft von Huskvarna Södra IS trat zunächst nicht höherklassig in Erscheinung. Nach dem Aufstieg in die Drittklassigkeit im Sommer 1942 schaffte sie sieben Jahre später den Aufstieg in die zweite Liga. Hinter Råå IF, Halmstads BK, Landskrona BoIS und dem Göteborger Klub Örgryte IS belegte der Aufsteiger in der Division 2 Sydvästra den fünften Rang. In der anschließenden Zweitliga-Spielzeit 1950/51 verpasste die Mannschaft mit nur vier Saisonsiegen den Klassenerhalt und steig zusammen mit Örgryte IS in die Drittklassigkeit ab. 
Nach Mittelfeldplätzen folgte 1954 für Huskvarna Södra IS der Absturz in die vierte Liga, aus der die Mannschaft direkt wieder aufstieg. Schnell etablierte sich die Mannschaft im vorderen Bereich der Liga und kehrte 1960 als Staffelsieger der Division 3 Mellersta Götaland in die zweite Liga zurück. Der Aufenthalt währte nur eine Spielzeit und der Klub stieg zusammen mit dem Lokalrivalen Husqvarna IF und Fässbergs IF wieder ab. In den folgenden Jahren ging es bis ins vierte Liganiveau zurück, ehe sich der Klub als Fahrstuhlmannschaft zwischen dritter und vierter Spielklasse etablierte.

### Nach der Fusion
1987 schlossen sich die Fußballabteilungen zusammen und der Fusionsverein übernahm den Platz von Huskvarna Södra IS in der viertklassigen Division 3 Nordöstra Götaland. In der Spielzeit 1989 kam es zu einer einjährigen Stippvisite in der dritten Liga. Nach dem sofortigen Wiederabstieg gelang am Ende der Spielzeit 1991 der erneute Aufstieg. Dieses Mal hielt sich die Mannschaft in der dritten Liga und schaffte 1998 mit neun Punkten Vorsprung auf Myresjö IF als Staffelsieger der Division 2 Östra Götaland den Aufstieg in die zweite Liga.
Husqvarna FF verpasste als Tabellenelfter der Südstaffel den Klassenerhalt in der Zweitklassigkeit, da die beiden Staffeln zur Superettan zusammengefügt wurden. Als Tabellenvierter verpasste der Klub den direkten Wiederaufstieg. 2002 gelang der Staffelsieg in der Division 2 Östra Götaland, in den Aufstiegsspielen scheiterte der Verein jedoch an BK Forward nach einem 0:0-Auswärtsunentschieden durch ein 4:4-Remis aufgrund der Auswärtstorregel. Nach einem zweiten Platz im folgenden Jahr gelang 2004 erneut der Staffelsieg, dieses Mal setzte sich Mjällby AIF mit zwei Siegen in der Aufstiegsrunde durch. Als Tabellenvierter qualifizierte sich der Klub im folgenden Jahr für die neu eingeführte drittklassige Division 1. Hier etablierte sich der Klub im Mittelfeld der Liga, Ende 2013 stieg er als Staffelsieger in die Superettan auf.